# يوحنا كوركواس
يوحنا كوركواس (باليونانية: Ἰωάννης Κουρκούας)‏ كان الكتبان البيزنطي على إيطاليا من 1008 حتى وفاته. كان من أصل أرمني وشهد عهده ثورة اللومبارد في بوليا.